# 弗里德姆鎮區 (密西根州)
弗里德姆鎮區（英語：Freedom Township）為美國密西根州沃什特瑙縣轄下的行政鎮區。2010年美国人口普查中此鎮區人口有1,428人。

## 地理
弗里德姆鎮區涵蓋總面積為93平方（35.8平方英里），其中陸地面積為92平方（35.5平方英里），水域面積為0.78平方（0.3平方英里）或0.89%。海拔高度297（974英尺）。

## 人口統計
根據2010年美國人口普查，弗里德姆鎮區人口有1,428人，其中男性有726人，女性有702人，人口密度為每平方公里15.40人，住房計649戶。鎮區內的白人有1,396人，非裔美國人有4人，美洲原住民有1人，亞裔美國人有6人，太平洋島裔美國人有0人，其他種族有2人，混血種族則有19人。此外鎮區內有22人為西班牙裔或拉丁裔美國人。此鎮區之年齡中位數為48.9歲，而男性年齡中位數為49歲，女性年齡中位數為48.8歲。
此鎮區內年齡未滿18歲之居民有292人；年齡介於20歲至24歲之間者有47人；年齡介於25歲至34歲之間者有91人；年齡介於35歲至49歲之間者有276人；年齡介於50歲至64歲之間者有449人；年齡超過65歲者有244人。

## 圖片

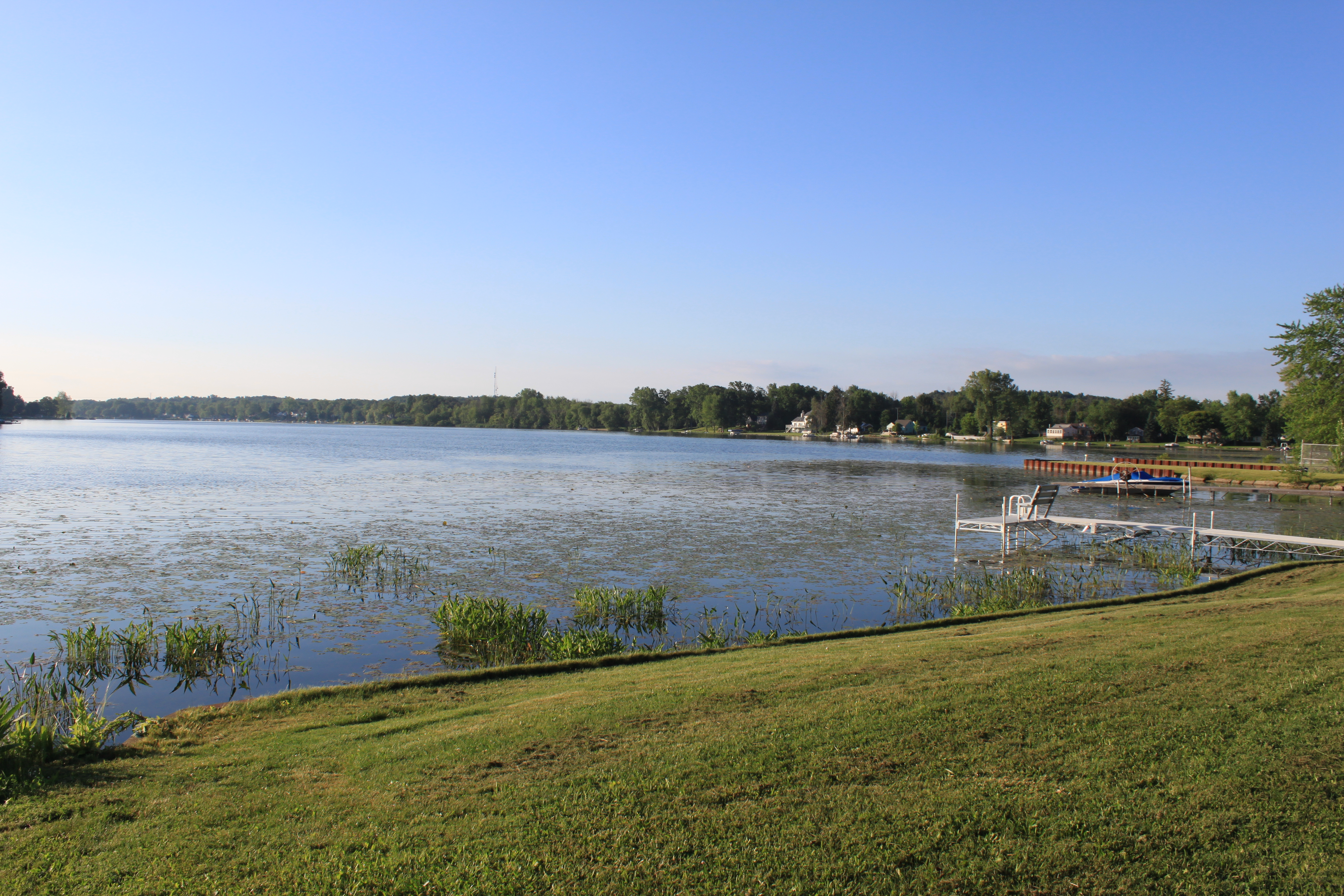
從雷諾路（Reno Road）拍攝普萊森特湖
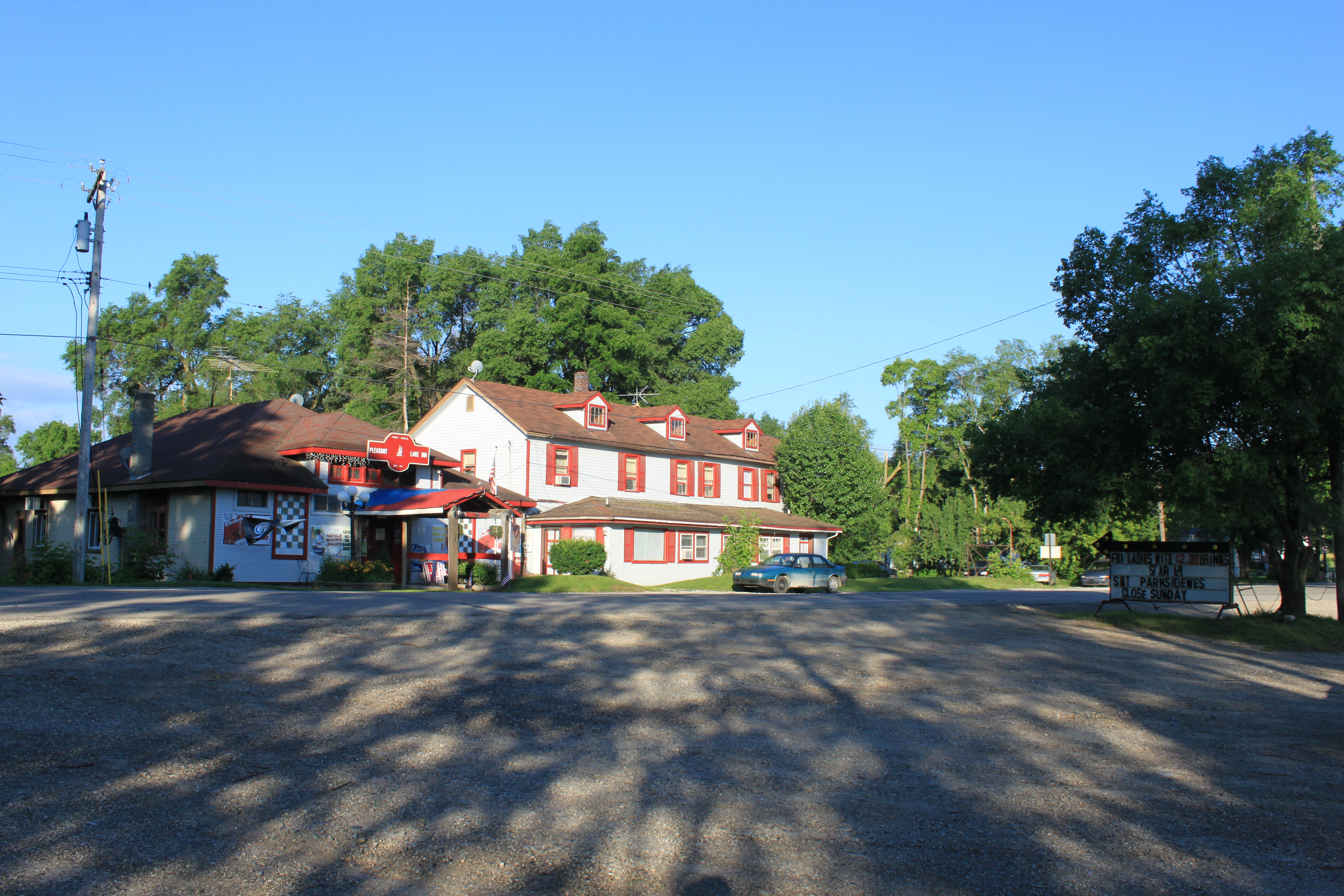
位於普萊森特湖路上的普萊森特湖客棧（Pleasant Lake Inn）
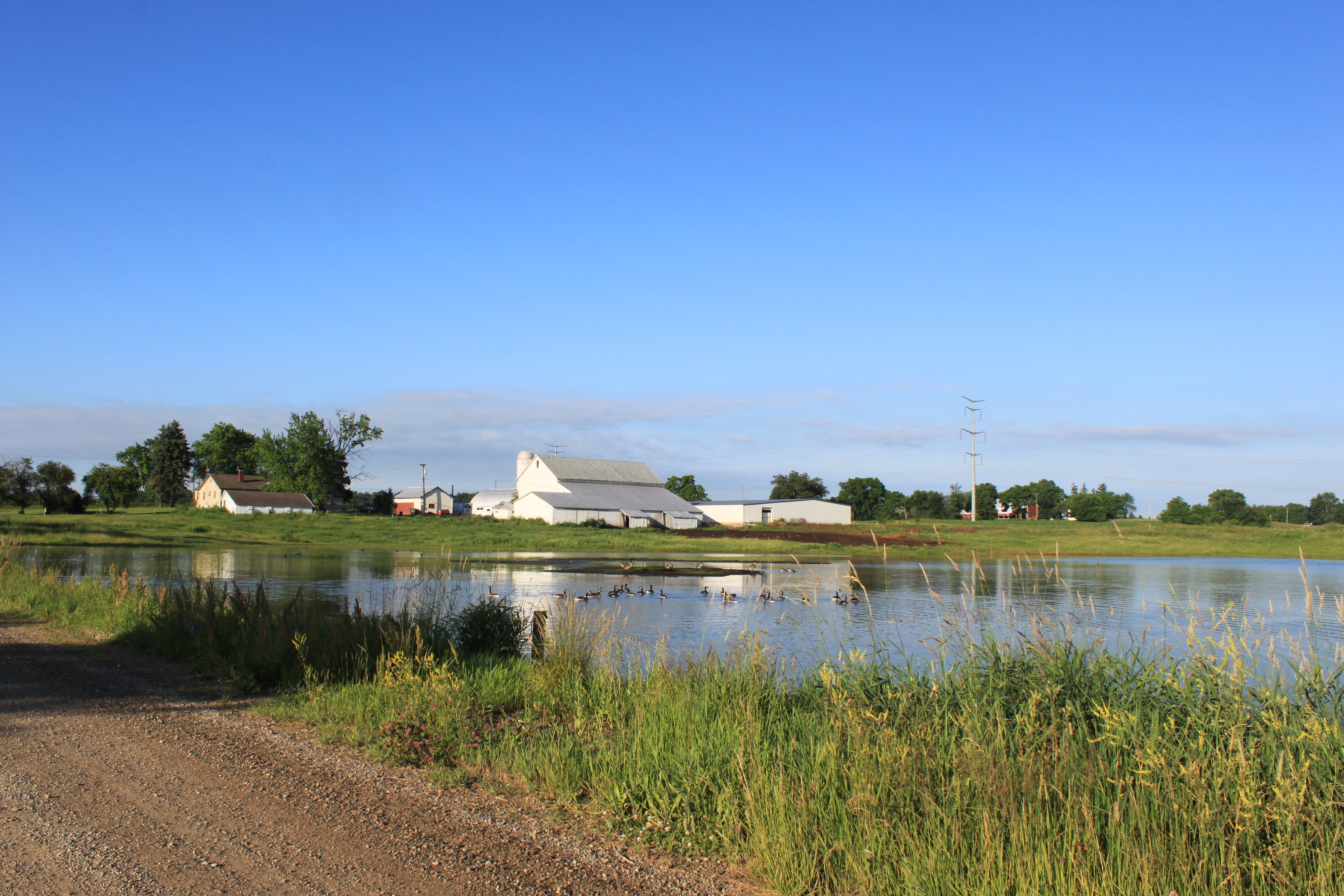
位於普萊森特湖路北方且於施耐德路（Schneider Road）上的農場與池塘
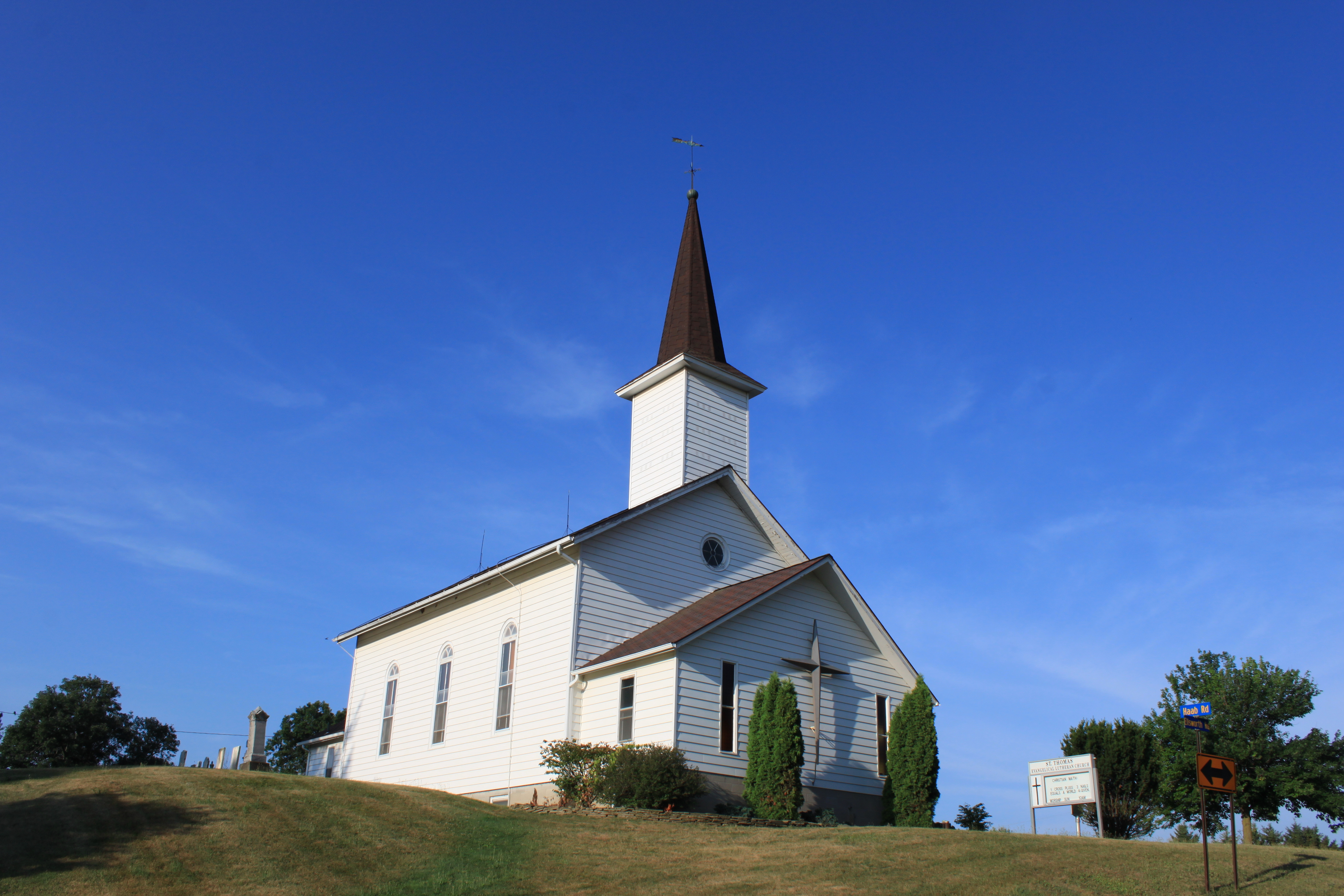
位於埃爾斯沃思路（Ellsworth Road）上的聖托馬斯福音派路德教堂遺址

## 外部連結
- Freedom Township official website （页面存档备份，存于）